# Geek rock
Il geek rock (conosciuto anche come nerd rock, ma diverso dal nerdcore rap) è un genere musicale, sebbene a differenza di molti generi musicali, il termine è alquanto liberamente applicato per quanto riguarda lo stile della musica eseguita è interessato. Piuttosto, l'espressione è spesso più usata per descrivere gli artisti e i musicisti che la eseguono, in cui la personalità e/o l'aspetto viene considerato "geek" o "nerd".
Comunque, ci sono certamente tratti musicali comuni che molti artisti di musica geek rock condividono, sebbene un buon numero di band lo descrivono come tale potrebbe apparire un suono lontano dalla norma in esame. Tali elementi comprendono pesanti usi di sintetizzatori e tastiere elettroniche, vocoder, voci armoniche (e, spesso, usi estensivi di voci femminili) e l'uso idiosincratico di strumenti spesso non associati con l'alternative rock, come per esempio le fisarmoniche. Alcune band principali che esemplificano il "suono" geek rock includono They Might Be Giants, The Scavengers, Jonathan Coulton, Weezer, Güster, Ben Folds, Nerf Herder e Barenaked Ladies.
In aggiunta, un numero di temi lirici sono abbastanza comuni per il genere, includendo temi di isolamento, solitudine e mancanza di vita amorosa, e il fascino per la cultura geek, come per esempio fumetti, fantascienza tecnologiche e scientifiche. Inoltre, in molte canzoni geek rock si possono trovare dosi significative di ironia e umorismo.